# Denbigh Castle
Denbigh Castle (walesiska: Castell Dinbych) är ett slott i Storbritannien.   Det ligger i kommunen Denbighshire och riksdelen Wales, i den södra delen av landet, 290 km nordväst om huvudstaden London. Denbigh Castle ligger 134 meter över havet.
Terrängen runt Denbigh Castle är kuperad söderut, men norrut är den platt. Runt Denbigh Castle är det ganska tätbefolkat, med 60 invånare per kvadratkilometer. Närmaste större samhälle är Rhyl, 16,1 km norr om Denbigh Castle. Trakten runt Denbigh Castle består i huvudsak av gräsmarker.